# Karin Gidlöf
Karin Gidlöf, tidigare Ebert, född Wilander 17 augusti 1921 i Ljusne, Gävleborgs län, död 25 januari 2010 i Söderhamn, var en svensk bibliotekarie.
Efter studentexamen 1942 blev hon filosofie kandidat vid Uppsala universitet 1948 och tog examen vid Skolöverstyrelsens biblioteksskola 1951. Hon tjänstgjorde som centralbiblioteksassistent vid Umeå stadsbibliotek 1951–52, var biblioteksassistent vid Gävle stadsbibliotek 1953–54 (vikarierande 1949–50), stadsbibliotekarie i Örnsköldsvik 1954, biblioteksassistent i Umeå 1955–61 (varav 1955-1957 vid skolbiblioteksavdelningen och 1958-1961 vid centralbiblioteksavdelningen) och var stadsbibliotekarie i Söderhamn från 1962 (som efterträdare till Marit Melkersson). Hon var även vice ordförande i styrelsen för AB Söderhamnshus.